# 須磨利之
須磨 利之（すま としゆき、1920年 - 1992年）は、日本初のSM雑誌である奇譚クラブの編集者。京都出身。別名に美濃村晃、喜多玲子など多数。

## 来歴
関西でも一、二を争う印刷会社「内外出版印刷（現・冨山房インターナショナル印刷部門）」の一族出身で、父が早くに病死したため、母とともに伯父（父の兄）・須磨勘兵衛の庇護の下、広壮な離れ屋敷で何不自由なく育った。7歳のとき遊び場だった蔵の中で、女性が折檻されている「責め絵」と言われる浮世絵の束を発見し、小学三年生のときには、役者買いをして伯父に激怒された母親が蔵の中で縛り付けられているのを偶然目撃し、あられもない母親の姿に衝撃を受け、この時の情景のインパクトが強かったためか、旧制中学卒業後、日本画の学校に通い、「あの時の母親の姿を絵にしたい！」と思うに至った。若き日の須磨は、責め絵で有名な伊藤晴雨の画集で、緊縛のデッサンを勉強した。
縛りの練習のため飛田遊郭に通って女郎に頼み込んで縄をかけたが、強盗、人殺しと騒がれることもしばしばだったところ、銀巴里楼という妓楼では主人が興味を示し、1950年からこの店で｢縛られ女郎ショー」というSMの実演を始めた。これが行列のできるほどの人気だったことから、当時勤めていた雑誌『奇譚クラブ』の内容をSM専門に変更したところ、手ごたえがあり、5号目くらいから売れ行きが激増した。この雑誌には、団鬼六が『花と蛇』を寄稿した。
その後、二度の発禁を受けたことから、発行者の吉田稔から一般的なエロ雑誌に路線変更を求められたため、1954年に同社を退職して上京し、1956年に久保書店から『裏窓』（後の、サスペンスマガジン）を発行する。この雑誌は、最初はミステリー物だったが、しだいにSM路線に変更していった。発行第3号の雑誌は、濡木痴夢男と「虻プロ」を立ち上げて創刊した『あぶめんと』である。
1968年、コバルト社から『SMマガジン』を発行。